# Martin Hačecký
Martin Hačecký, né le 24 juillet 1988 à Prague, est un coureur cycliste tchèque.

## Biographie
Son frère Vojtěch est également professionnel.

## Palmarès sur route

### Par année
- 2006
  -  Champion de République tchèque du contre-la-montre juniors
  - Classement général de la Course de la Paix juniors
- 2007
  - 3e de Prague-Karlovy Vary-Prague
- 2008
  -  Champion de République tchèque du contre-la-montre espoirs
- 2012
  - Grand Prix Kralovehradeckeho kraje
  - 3e du Tour de Sebnitz
- 2013
  - 2e du championnat de République tchèque du contre-la-montre

### Classements mondiaux
| Année           | 2007 | 2008 | 2009 | 2010   | 2011   | 2012 |
| --------------- | ---- | ---- | ---- | ------ | ------ | ---- |
| UCI Europe Tour | 712e |      |      | 1 122e | 1 142e | 347e |

## Palmarès sur piste
- 2008
  -  Champion de République tchèque du scratch
  - 2e du championnat de République tchèque de course aux points
  - 3e du championnat de République tchèque de l'américaine
  - 3e du championnat de République tchèque de poursuite
- 2013
  - 2e du championnat de République tchèque de scratch